# Vicente Conelli
Vicente Javier Conelli González (Santiago del Cile, 7 gennaio 2003) è un calciatore cileno, attaccante dell'Huachipato.

## Carriera

### Club
Conelli è cresciuto nel settore giovanile dell'Unión Española. Ha debuttato in prima squadra il 6 febbraio 2021 nell'incontro di Primera División perso 3-0 contro l'Universidad de Chile ed ha segnato il suo primo gol il 23 giugno seguente in Copa Chile contro il Dep. Puerto Montt.

### Nazionale
Nel gennaio del 2023, è stato incluso dal selezionatore Patricio Ormazábal nella lista dei convocati della nazionale Under-20 per il campionato sudamericano di calcio Under-20 2023 organizzato in Colombia.

## Statistiche
Statistiche aggiornate al 26 aprile 2024.

### Presenze e reti nei club
| Stagione        | Squadra         | Campionato      | Campionato | Campionato | Coppe nazionali | Coppe nazionali | Coppe nazionali | Coppe continentali | Coppe continentali | Coppe continentali | Altre coppe | Altre coppe | Altre coppe | Totale | Totale | Totale |
| Stagione        | Squadra         | Comp            | Pres       | Reti       | Comp            | Pres            | Reti            | Comp               | Pres               | Reti               | Comp        | Pres        | Reti        | Pres   | Reti   |        |
| --------------- | --------------- | --------------- | ---------- | ---------- | --------------- | --------------- | --------------- | ------------------ | ------------------ | ------------------ | ----------- | ----------- | ----------- | ------ | ------ | ------ |
| 2020            | Unión Española  | A               | 1          | 0          | CC              | 0               | 0               |                    | -                  | -                  |             | -           | -           | 1      | 0      |        |
| 2021            | Unión Española  | A               | 11         | 0          | CC              | 7               | 2               | CL                 | 0                  | 0                  |             | -           | -           | 18     | 2      |        |
| 2022            | Unión Española  | A               | 10         | 3          | CC              | 3               | 1               | CS                 | 1                  | 0                  |             | -           | -           | 14     | 4      |        |
| 2023            | Unión Española  | A               | 17         | 2          | CC              | 2               | 0               |                    | -                  | -                  |             | -           | -           | 19     | 2      |        |
| 2024            | Unión Española  | A               | 0          | 0          | CC              | 0               | 0               |                    | -                  | -                  |             | -           | -           | 0      | 0      |        |
| Totale carriera | Totale carriera | Totale carriera | 39         | 5          |                 | 12              | 3               |                    | 1                  | 0                  |             | -           | -           | 52     | 8      |        |